# 维夫朗堡
维夫朗堡（法語：Vufflens-le-Château）是瑞士联邦西部法语区的沃州下设的一个镇。在行政上属于莫尔日区管辖。维夫朗堡的总面积为2.14平方公里。截至2010年底，总人口为781。

## 历史
维夫朗堡得名于境内一座建于十五世纪的城堡——维夫朗城堡。

## 地理
维夫朗堡位于莱芒湖以北，莫尔日河西岸。